# Шелутинский, Николай Иванович
Николай Иванович Шелутинский (25 марта 1864, село Добрицы, Юрьевецкий уезд, Костромская губерния — 8 января 1921, Москва) — редактор «Гродненских епархиальных ведомостей» (1907—1915), секретарь Пензенской и Гродненской духовных консисторий.

## Биография
Родился в семье священника. Обвенчан с дочерью священника Сарой Александровной Ястребовой, дочь Александра.
Окончил Костромскую духовную семинарию и Московскую духовную академию со степенью кандидата богословия (1888).
Сверхштатный сотрудник Синодальной канцелярии, коллежский секретарь (1889).
Секретарь Пензенской духовной консистории (1890), титулярный советник (1893), коллежский асессор, член совета Пензенского епархиального Иннокентиевского просветительного братства Пресвятой Богородицы, уполномоченный по продаже паломнических книжек в Пензе от Императорского православного палестинского общества (1895), его пожизненный член-сотрудник, надворный советник (1899).
Секретарь Гродненской духовной консистории, член епархиального училищного совета (1900) и издательского комитета при нём (1903), коллежский советник (1904), редактор «Гродненских епархиальных ведомостей» (1907—1915).
Член (1909) и товарищ председателя (1912) совета гродненского Софийского православного братства, председатель его кассы взаимопомощи, делегат Съездов западнорусских братств (1908, 1909), товарищ председателя Гродненского церковно-археологического комитета, почётный мировой судья по Гродненскому уезду (1914).
В 1917—1918 годах член Поместного Собора Православной Российской Церкви по избранию как мирянин от Гродненской епархии, участвовал во всех трёх сессиях, член I, II, III, XVI отделов.
С октября 1918 года помощник контролёра и с декабря контролёр военного отдела Госконтроля.
С 1920 года работал в Военно-морской и полевой инспекции. Жил в Москве (3-я Мещанская улица, дом 3, квартира 24).

## Награды
- Орден Святого Станислава 3-й степени (1896)
- Орден Святого Станислава 2-й степени (1904)
- Орден Святой Анны 3-й степени.
- Орден Святого Владимира 4-й степени (1907).

## Сочинения
- Земство в Западном крае // Гродненские епархиальные ведомости. 1909. № 24.
- Новое счастье // Гродненские епархиальные ведомости. 1912. № 1/2.